# Tỉ lệ khung hình
Tỉ lệ khung hình hay tỉ lệ co của một hình dạng hình học là tỉ lệ kích cỡ của nó trong các chiều khác nhau. Ví dụ như, tỉ lệ khung hình của một hình chữ nhật là tỉ lệ của phần dài nhất của nó so với phần ngắn hơn – tức là tỉ lệ của chiều rộng so với chiều cao, khi hình chữ nhật được đặt "nằm ngang".
Tỉ lệ khug hình được thể hiện bằng hai con số phân cách bởi một dấu hai chấm (x:y). Giá trị của x và y không đại diện cho chiều rộng và chiều cao thực tế, mà đúng hơn là mối quan hệ giữa chiều rộng và chiều cao. Ví dụ, 8:5, 16:10 và 1,6:1 là ba cách thể hiện của cùng một tỉ lệ.
Với các đối tượng có nhiều hơn hai chiều, ví dụ như siêu chữ nhật, tỉ lệ khung hình vẫn có thể được định nghĩa là tỉ lệ của cạnh dài nhất với cạnh ngắn nhất.

## Ứng dụng và sử dụng
Thuật ngữ này được sử dụng phổ biến nhất với:
- Đồ hoạ / hình ảnh
  - Tỉ lệ khung hình (hình ảnh)

## Tỉ lệ khung hình của các khối đơn giản

### Elip
Với hình elip, tỉ lệ khung hình biểu thị tỉ lệ của trục chính đến trục nhỏ. Một elip với tỉ lệ co 1:1 là một hình tròn.